# Unciaal 088
Unciaal 088 (Gregory-Aland), is een van de Bijbelse handschriften in de Griekse taal. Het dateert uit de 5e of 6e eeuw en is geschreven met uncialen op perkament.

## Beschrijving
Het bevat de tekst van de Eerste brief van Paulus aan de Korintiërs (15:53-16:9) en de Brief van Paulus aan Titus (1:1-13). De gehele codex bestaat uit 2 bladen (23,5 × 20 cm) en werd geschreven in twee kolommen per pagina, 24 regels per pagina.
Het is een palimpsest, de bovenste tekst is in het Georgisch.
De codex is een representant van het Alexandrijnse tekst-type, Kurt Aland plaatste de codex in Categorie II.

## Geschiedenis
Het handschrift werd verzameld door Konstantin von Tischendorf en Kurt Treu.
Het handschrift bevindt zich in de Russische Nationale Bibliotheek (Gr. 6, II, fol. 5-6), in Sint-Petersburg.